# Cottonfish Tales
Cottonfish Tales är ett studioalbum från 1997 av den svenske popsångaren Andreas Johnson.

## Låtlista
1. "Purple Morning"
2. "Head of the Family"
3. "Crush"
4. "Cruel"
5. "Trampoline"
6. "Like a Woman"
7. "Worth Waiting"
8. "Forever Needed"
9. "Seven Days"
10. "Room Above the Sun"
11. "Brave Thing"
12. "Night Stood Still"

## Medverkande
- Andreas Johnson - sång, gitarr
- Johan Lindström – gitarr, piano, orgel, synt, klaviatur
- Anders Molin – bas
- Andreas Dahlbäck – trummor, slagverk